# Aphyllorchis halconensis
Aphyllorchis halconensis är en orkidéart som beskrevs av Oakes Ames. Aphyllorchis halconensis ingår i släktet Aphyllorchis och familjen orkidéer. Inga underarter finns listade i Catalogue of Life.